# Svatý Mikuláš

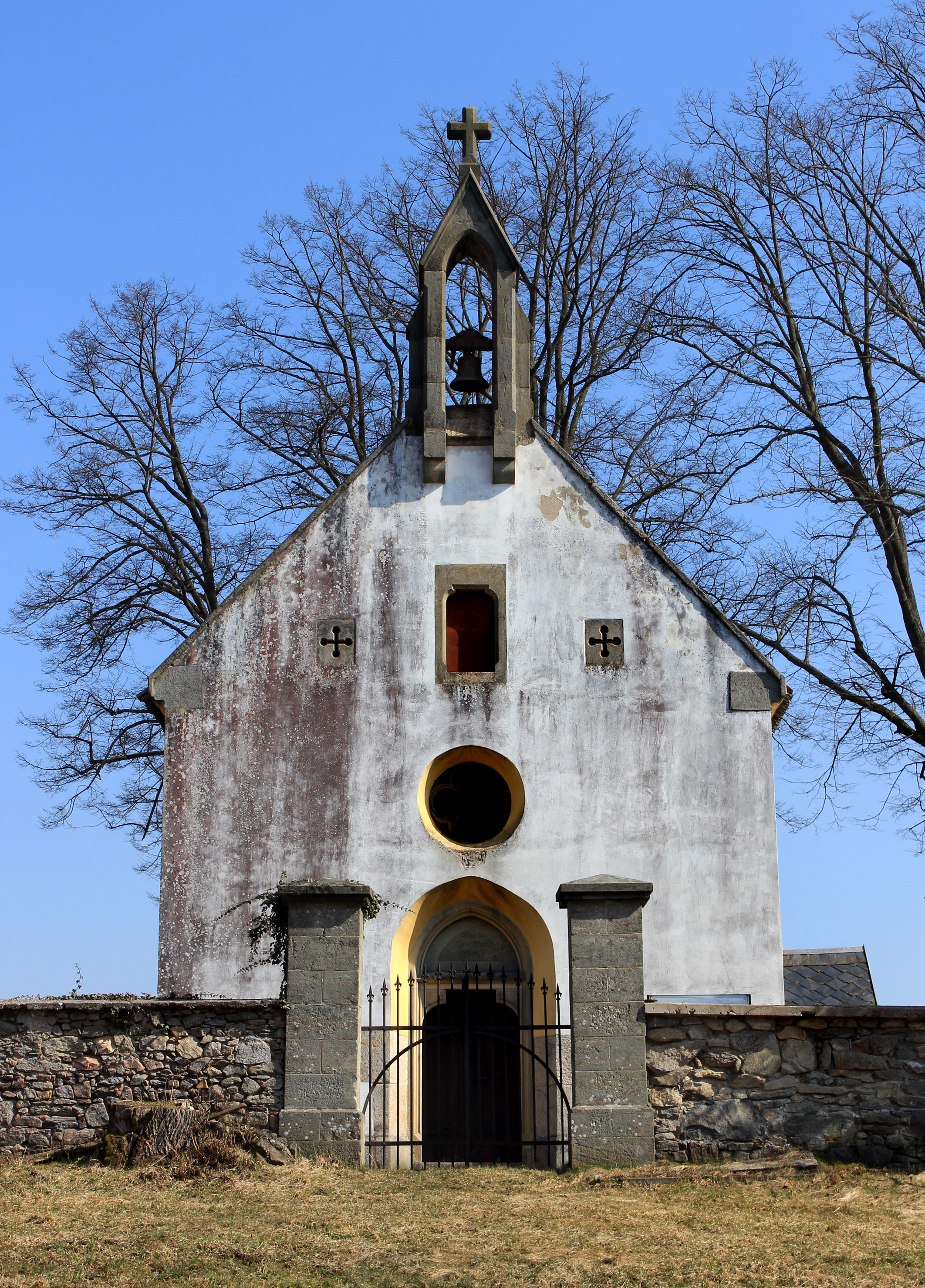
Nikolauskirche in Svatý Mikuláš

Svatý Mikuláš, 1961–1991 Mikuláš (deutsch: St. Nikolai, auch St. Nikolei) ist eine Gemeinde im Okres Kutná Hora in der Mittelböhmische Region in der Tschechischen Republik. Sie liegt etwa 8 km nordöstlich von Kutná Hora. Am 1. Januar 2016 hatte sie 843 Einwohner.

## Geographie
Svatý Mikuláš befindet sich auf einer Moräne zwischen den Flussläufen der Klejnárka und der Doubrava auf der Středolabská tabule (Mittelelbtafel). Das durch die Gemarkung Habrkovice der Gemeinde Záboří nad Labem zweigeteilte Gemeindegebiet erstreckt sich im Nordwesten bis über die Elbe. Der Kernort liegt an der Straße I/2 zwischen Kutná Hora und Přelouč. Durch Svatý Mikuláš fließt der Graben Černá strouha, der früher am südöstlichen Ortsausgang im Mikulášský rybník (Studenetzer Teich) aufgestaut war.
Nachbarorte sind Záboří nad Labem und Lanžov im Norden, Kobylnice und Habrkovice im Nordosten, Borek im Osten, Žehušice, Rohozec und Haltýřek im Südosten, Husa und Kačina im Süden, Nové Dvory und Malín im Südwesten, Hlízov und Mladý Hlízov im Westen sowie Starý Kolín und Svatá Kateřina im Nordwesten.

## Geschichte
Im 11. Jahrhundert wurde auf dem Herrschaftsgebiet der Přemysliden das Dorf Bor gegründet. Den zugehörigen Wald Bor kaufte im Jahre 1278 das Kloster Sedlec; es ließ ihn roden und gegenüber dem Dorf einen nach dem hl. Nikolaus benannten Klosterhof anlegen. Im Jahre 1307 errichteten die Sedletzer Zisterzienser bei Bor eine dem hl. Nikolaus geweihte Kirche. Das Dorf wurde danach Bor St. Nikolai (Bor Svatého Mikuláše) genannt. Es gehörte zur deutschsprachigen Kuttenberger Sprachinsel, welche bis zu den Hussitenkriegen bestand. Der Ortsname Bor erlosch zum Ende des 15. Jahrhunderts.
Nachdem Johann Karl Chotek von Chotkow im Jahre 1764 die Herrschaft Neuhof erworben hatte, ließ er den Hof St. Nikolai instand setzen und neue Speicher errichten. Außerdem ließ er auf dem Damm des Studenetzer Teiches ein Hegerhaus erbauen. In den Jahren 1802 bis 1822 ließ Johann Rudolph Chotek von Chotkow auf der Anhöhe zwischen St. Nikolai und Neuhof das repräsentative Schloss Kačina erbauen. Nach der Vollendung des Schlosses ließ Johann Rudolph Chotek die baufällige Kirche St. Nikolaus instand setzen. 
Nach der Aufhebung der Patrimonialherrschaften bildete Svatý Mikuláš eine Gemeinde im Gerichtsbezirk Kuttenberg. Ab 1868 gehörte das Dorf zum Bezirk Kuttenberg. Die Familie Chotek von Chotkow und Wognin hielt ihren Besitz in Kačina bis ins 20. Jahrhundert; 1921 vererbte der kinderlose Rudolf Chotek von Chotkowa und Wognin den Grundbesitz in Kačina seinem Neffen Quido von Thun und Hohenstein, der den Hof St. Nikolai verpachtete. 
1961 erfolgte die Eingemeindung von Svatá Kateřina und Rohozec, zugleich wurden Svatý Mikuláš in Mikuláš und Svatá Kateřina in Kateřina umbenannt. Zu Beginn des Jahres 1980 wurden Lišice und Sulovice eingemeindet. Seit 1991 führen Svatý Mikuláš und Svatá Kateřina wieder ihre historischen Namen. Rohozec löste sich zum 1. Januar 1993 wieder von Svatý Mikuláš los.

## Gemeindegliederung
Die Gemeinde Svatý Mikuláš besteht aus den Ortsteilen Lišice (Lischitz), Sulovice (Sulowitz), Svatá Kateřina, 1961–1991 Kateřina (St. Katharina) und Svatý Mikuláš (St. Nikolai), die zugleich auch Katastralbezirke bilden.

## Sehenswürdigkeiten
- Schloss Kačina
- Kirche St. Nikolaus aus dem 14. Jahrhundert